# Sven Gerich

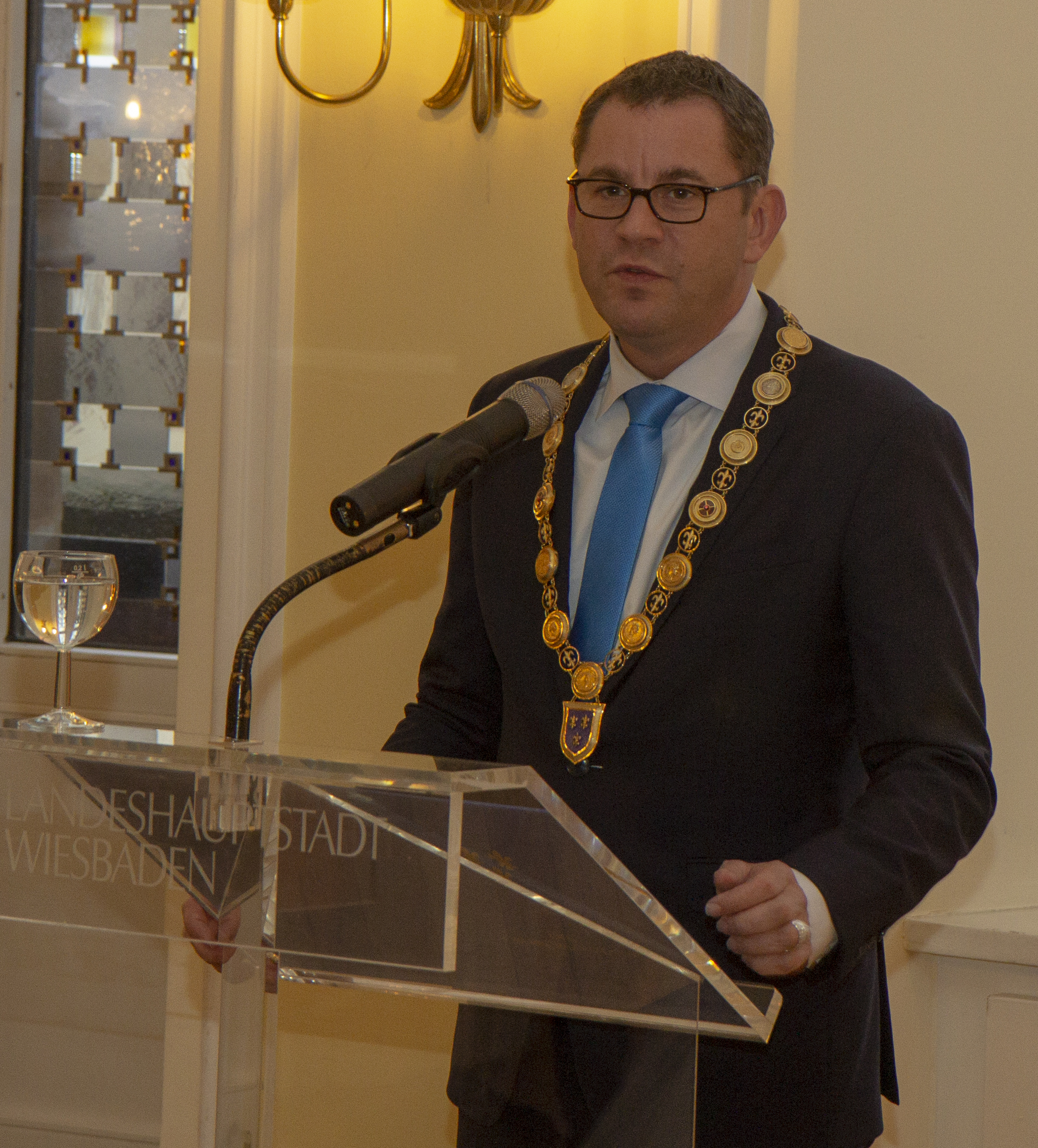
Sven Gerich

Sven Gerich (Hann. Münden, 31 oktober 1974) is een Duits SPD-politicus. Hij was tussen 2013 en 2019 Oberbürgermeister van Wiesbaden.
- Gemeinsame Normdatei: 1169880630
- Virtual International Authority File: 2426154076027111860001